# Black Panthers de Thonon
I Black Panthers de Thonon sono una squadra di football americano di Thonon-les-Bains, in Francia.

## Storia
La squadra è stata fondata nel 1987 e ha vinto 4 volte il campionato francese di football americano. Ha partecipato inoltre al torneo regionale svizzero NSFL.

## Dettaglio stagioni

### Tornei nazionali

#### Campionato

##### Division Élite
| Stagione | regular season | regular season | regular season | regular season | regular season | regular season | playoff | playoff | playoff | playoff | playoff | playoff           | playoff                        |
|          | Vin            | Par            | Per            | Tot            | PF             | PS             | Vin     | Per     | Tot     | PF      | PS      | risultato         | avversaria                     |
| -------- | -------------- | -------------- | -------------- | -------------- | -------------- | -------------- | ------- | ------- | ------- | ------- | ------- | ----------------- | ------------------------------ |
| 2011     | 4              | 0              | 6              | 10             | 152            | 206            | -       | -       | -       | -       | -       | -                 | -                              |
| 2012     | 9              | 0              | 1              | 10             | 290            | 144            | 1       | 1       | 2       | 30      | 24      | Casque de Diamant | Spartiates d'Amiens            |
| 2013     | 7              | 0              | 3              | 10             | 266            | 175            | 2       | 0       | 2       | 42      | 7       | Campioni          | Flash de La Courneuve          |
| 2014     | 7              | 1              | 0              | 8              | 290            | 149            | 2       | 0       | 2       | 73      | 34      | Campioni          | Molosses d'Asnières            |
| 2015     | 6              | 0              | 4              | 10             | 271            | 232            | 1       | 1       | 2       | 38      | 56      | Casque de Diamant | Cougars de Saint-Ouen-l'Aumône |
| 2016     | 2              | 0              | 6              | 8              | 156            | 186            | -       | -       | -       | -       | -       | -                 | -                              |
| 2017     | 8              | 0              | 2              | 10             | 417            | 161            | 1       | 1       | 2       | 74      | 66      | Casque de Diamant | Flash de La Courneuve          |
| 2018     | 8              | 0              | 2              | 10             | 314            | 106            | 1       | 1       | 2       | 28      | 29      | Casque de Diamant | Flash de La Courneuve          |
| 2019     | 10             | 0              | 0              | 10             | 425            | 80             | 2       | 0       | 2       | 46      | 14      | Campioni          | Cougars de Saint-Ouen-l'Aumône |
| 2020     | 3              | 0              | 0              | 3              | 142            | 20             | -       | -       | -       | -       | -       | -                 | -                              |
| 2022     | 9              | 0              | 1              | 10             | 327            | 146            | 2       | 1       | 3       | 79      | 43      | Casque de Diamant | Flash de La Courneuve          |
| 2023     | 9              | 1              | 0              | 10             | 407            | 111            | 1       | 1       | 2       | 56      | 32      | Campioni          | Blue Stars de Marseille        |
| Totale   | 82             | 2              | 25             | 109            | 3457           | 1756           | 13      | 6       | 19      | 466     | 305     |                   |                                |

Fonti: Enciclopedia del Football - A cura di Roberto Mezzetti

#### Tornei internazionali

##### European Football League (1986-2013)
| Stagione | regular season | regular season | regular season | regular season | regular season | regular season | playoff | playoff | playoff | playoff | playoff | playoff   | playoff    |
|          | Vin            | Par            | Per            | Tot            | PF             | PS             | Vin     | Per     | Tot     | PF      | PS      | risultato | avversaria |
| -------- | -------------- | -------------- | -------------- | -------------- | -------------- | -------------- | ------- | ------- | ------- | ------- | ------- | --------- | ---------- |
| 2008     | 0              | 0              | 2              | 2              | 62             | 76             | -       | -       | -       | -       | -       | -         | -          |
| 2010     | 1              | 0              | 1              | 2              | 76             | 50             | -       | -       | -       | -       | -       | -         | -          |
| Totale   | 1              | 0              | 3              | 4              | 138            | 126            | -       | -       | -       | -       | -       |           |            |

Fonti: Enciclopedia del Football - A cura di Roberto Mezzetti

##### IFAF Europe Champions League
| Stagione | regular season | regular season | regular season | regular season | regular season | regular season | playoff | playoff | playoff | playoff | playoff | playoff    | playoff            |
|          | Vin            | Par            | Per            | Tot            | PF             | PS             | Vin     | Per     | Tot     | PF      | PS      | risultato  | avversaria         |
| -------- | -------------- | -------------- | -------------- | -------------- | -------------- | -------------- | ------- | ------- | ------- | ------- | ------- | ---------- | ------------------ |
| 2014     | 2              | 0              | 0              | 2              | 122            | 48             | 0       | 1       | 1       | 7       | 19      | Semifinale | Beograd Vukovi     |
| 2015     | 2              | 0              | 0              | 2              | 73             | 23             | 0       | 1       | 1       | 6       | 41      | Semifinale | Carlstad Crusaders |
| Totale   | 4              | 0              | 0              | 4              | 195            | 71             | 0       | 2       | 2       | 13      | 60      |            |                    |

Fonti: Enciclopedia del Football - A cura di Roberto Mezzetti

##### European Football League (2014-2018)
| Stagione | regular season | regular season | regular season | regular season | regular season | regular season | playoff | playoff | playoff | playoff | playoff | playoff   | playoff       |
|          | Vin            | Par            | Per            | Tot            | PF             | PS             | Vin     | Per     | Tot     | PF      | PS      | risultato | avversaria    |
| -------- | -------------- | -------------- | -------------- | -------------- | -------------- | -------------- | ------- | ------- | ------- | ------- | ------- | --------- | ------------- |
| 2016     | 0              | 0              | 2              | 2              | 41             | 94             | -       | -       | -       | -       | -       | -         | -             |
| 2017     | 2              | 0              | 0              | 2              | 55             | 46             | 1       | 0       | 1       | 29      | 20      | Campioni  | Rhinos Milano |
| 2018     | 0              | 0              | 2              | 2              | 23             | 86             | -       | -       | -       | -       | -       | -         | -             |
| Totale   | 2              | 0              | 4              | 6              | 119            | 226            | 1       | 0       | 1       | 29      | 20      |           |               |

Fonti: Enciclopedia del Football - A cura di Roberto Mezzetti

##### EFAF Cup
| Stagione | regular season | regular season | regular season | regular season | regular season | regular season | playoff | playoff | playoff | playoff | playoff | playoff    | playoff               |
|          | Vin            | Par            | Per            | Tot            | PF             | PS             | Vin     | Per     | Tot     | PF      | PS      | risultato  | avversaria            |
| -------- | -------------- | -------------- | -------------- | -------------- | -------------- | -------------- | ------- | ------- | ------- | ------- | ------- | ---------- | --------------------- |
| 2011     | 2              | 0              | 0              | 2              | 41             | 34             | 0       | 1       | 1       | 22      | 35      | Semifinale | Kragujevac Wild Boars |
| 2013     | 2              | 0              | 0              | 2              | 102            | 14             | 2       | 0       | 2       | 85      | 13      | Campioni   | L'Hospitalet Pioners  |
| Totale   | 4              | 0              | 0              | 4              | 143            | 48             | 2       | 1       | 3       | 107     | 48      |            |                       |

Fonti: Sito Eurobowl.info Archiviato il 19 ottobre 2017 in Internet Archive. - A cura di Roberto Mezzetti;

##### Central European Football League
| Stagione | regular season | regular season | regular season | regular season | regular season | regular season | playoff | playoff | playoff | playoff | playoff | playoff   | playoff    |
|          | Vin            | Par            | Per            | Tot            | PF             | PS             | Vin     | Per     | Tot     | PF      | PS      | risultato | avversaria |
| -------- | -------------- | -------------- | -------------- | -------------- | -------------- | -------------- | ------- | ------- | ------- | ------- | ------- | --------- | ---------- |
| 2019     | 1              | 0              | 1              | 2              | 49             | 48             | -       | -       | -       | -       | -       | -         | -          |
| Totale   | 1              | 0              | 1              | 2              | 49             | 48             | -       | -       | -       | -       | -       |           |            |

Fonti: Enciclopedia del Football - A cura di Roberto Mezzetti

#### Tornei locali

##### NSFL

###### NSFL Tackle Élite
| Stagione | regular season | regular season | regular season | regular season | regular season | regular season | playoff | playoff | playoff | playoff | playoff | playoff   | playoff    |
|          | Vin            | Par            | Per            | Tot            | PF             | PS             | Vin     | Per     | Tot     | PF      | PS      | risultato | avversaria |
| -------- | -------------- | -------------- | -------------- | -------------- | -------------- | -------------- | ------- | ------- | ------- | ------- | ------- | --------- | ---------- |
| 2011     | 2              | 0              | 5              | 7              | 56             | 99             | -       | -       | -       | -       | -       | -         | -          |
| 2012     | 1              | 0              | 8              | 9              | 41             | 150            | -       | -       | -       | -       | -       | -         | -          |
| Totale   | 3              | 0              | 13             | 16             | 97             | 249            | -       | -       | -       | -       | -       |           |            |

Fonte: Sito storico SAFV

### Riepilogo fasi finali disputate
| Anno           | Luogo                     | Evento                       | Fase del torneo   | Incontro                                                  | Risultato |
| 28 maggio 2011 | Thonon-les-Bains          | EFAF Cup                     | Semifinale        | Black Panthers de Thonon - Kragujevac Wild Boars          | 22 - 35   |
| 23 giugno 2012 | Parigi                    | Division Élite               | Casque de Diamant | Black Panthers de Thonon - Spartiates d'Amiens            | 7 - 10    |
| 22 giugno 2013 | Parigi                    | Division Élite               | Casque de Diamant | Flash de La Courneuve - Black Panthers de Thonon          | 0 - 14    |
| 13 luglio 2013 | L'Hospitalet de Llobregat | EFAF Cup                     | Finale            | L'Hospitalet Pioners - Black Panthers de Thonon           | 6 - 66    |
| 28 giugno 2014 | Parigi                    | Division Élite               | Casque de Diamant | Black Panthers de Thonon - Molosses d'Asnières            | 35 - 34   |
| 11 luglio 2014 | Élancourt                 | IFAF Europe Champions League | Semifinale        | Black Panthers de Thonon - Beograd Vukovi                 | 7 - 19    |
| 20 giugno 2015 | Parigi                    | Division Élite               | Casque de Diamant | Cougars de Saint-Ouen-l'Aumône - Black Panthers de Thonon | 28 - 7    |
| 24 luglio 2015 | Voždovac                  | IFAF Europe Champions League | Semifinale        | Carlstad Crusaders - Black Panthers de Thonon             | 41 - 6    |
| 10 giugno 2017 | Thonon-les-Bains          | European Football League     | EFL Bowl          | Black Panthers de Thonon - Rhinos Milano                  | 29 - 20   |
| 24 giugno 2017 | Fos-sur-Mer               | Division Élite               | Casque de Diamant | Flash de La Courneuve - Black Panthers de Thonon          | 44 - 40   |
| 30 giugno 2018 | Fos-sur-Mer               | Division Élite               | Casque de Diamant | Black Panthers de Thonon - Flash de La Courneuve          | 14 - 20   |
| 29 giugno 2019 | Villeneuve-d'Ascq         | Division Élite               | Casque de Diamant | Cougars de Saint-Ouen-l'Aumône - Black Panthers de Thonon | 7 - 24    |
| 9 luglio 2022  | Thonon-les-Bains          | Division Élite               | Casque de Diamant | Flash de La Courneuve - Black Panthers de Thonon          | 16 - 10   |
| 1º luglio 2023 |                           | Division Élite               | Casque de Diamant | Black Panthers de Thonon - Blue Stars de Marseille        | 35 - 18   |

## Palmarès
- 1 EFAF Cup (2013)
- 4 Caschi di diamante (2013, 2014, 2019, 2023)
- 1 Casco d'oro (2004)
- 1 Campionato juniores a 9 (2004)
- 1 Campionato cadetti (2014)
- 1 Campionato francese di flag football (2002)
- 2 Campionati regionali di flag football (2008, 2009)